# CUS Padova Hockey
Il CUS Padova Hockey è la sezione di hockey su prato del Centro Universitario Sportivo di Padova. È stata una delle prime società italiane di hockey su prato ad essere fondate dopo Cagliari e Genova ed è una delle società italiane più attente al vivaio con numerosi atleti convocati ogni anno nelle rappresentative nazionali.

## Storia
Il CUS Padova Hockey nasce nel 1946 reclutando giocatori da altre squadre venete. Nel corso degli anni ha vinto numerosi scudetti a livello giovanile e tre scudetti indoor. Molti giocatori del Cus in anni recenti hanno vestito la maglia della nazionale italiana di hockey diventandone parte essenziale come ad esempio Mirko Faggian, Jacopo Lunetta e Francesca Zamboni.
All'inizio degli anni novanta la società si è rinforzata grazie alla fusione con un'altra società di Padova, il Galileo. Grazie a tale fusione il CUS riuscì a centrare alcun anni più tardi la promozione in A1 salvo retrocedere in A2 nella stagione 2002-2003.
Il 31 gennaio 1999 con alla guida Alfredo Schiavon la squadra Allievi vince a Bologna la finale Nord nazionale.
La società si consola parzialmente l'anno successivo con lo scudetto nazionale indoor categoria Juniores stagione 2003-2004 vinto dai cussini allenati da Jaspal Singh superando il Bra in finale.
Nel campionato 2005-2006 la prima squadra maschile allenata da Jaspal Singh, arrivata ai play-off per la promozione in A1, ha perso per una sola rete (ai tempi supplementari) la partita con la capolista del girone B di A2, il Bondeno.
Nel 2011 con l'argentino Jorge Sanz che aveva preso il posto di Singh in panchina il Cus Padova vince dopo oltre trent'anni il suo terzo scudetto nazionale indoor.
Il 13 giugno 2015, dopo aver battuto la Butterfly Roma per 3-1, la squadra maschile ottiene la promozione in Serie A1.
Il 15 maggio 2016, dopo aver battuto la Capitolina per 3-2 agli shoot out, la squadra femminile ottiene la promozione in Serie A1.

## Campo da gioco
Disputa i suoi incontri nel campo in erba sintetica ad acqua presso il centro sportivo universitario di via Jacopo Corrado, che dal 2012 è intitolato a Luciano Merigliano. Il campo sintetico di Via Corrado è il più capiente stadio di hockey d'Italia, venne inaugurato in occasione degli europei del 1999. Prima che il Cus Padova hockey si trasferisse negli impianti di Via Corrado il Cus giocava in un campo in erba naturale a ridosso delle mura storiche negli impianti di Via Giordano Bruno.

## Palmarès

### Maschile
- Scudetto indoor: 3

1974, 1975, 2011

### Femminile
- Scudetto indoor: 2

1985-86, 2002-03